# Carl Ludwig Budberg
Baron Carl Ludwig Budberg (rusko Карл Васильевич Будберг), ruski general baltsko-nemškega rodu, * 1775, † 1829.
Bil je eden izmed pomembnejših generalov, ki so se borili med Napoleonovo invazijo na Rusijo; posledično je bil njegov portret dodan v Vojaško galerijo Zimskega dvorca.

## Življenje
3. junija 1785 je pričel s šolanjem in 28. januarja 1792 je bil povišan v vodnika v Semjonovskem polku. 1. julija 1795 je postal višji adjutant v štabu generalporočnika Lassija. Čez dve leti je bil povišan v stotnika in dodeljen Riškemu dragonskemu polku. Leta 1799 je postal brigadni major v sestavi ruskega ekspedicijskega korpusa na Nizozemskem.
S polkom se je udeležil tudi kampanje leta 1806-07 in 12. decembra 1808 povišan v polkovnika. 31. januarja 1811 je bil imenovan za poveljnika Leib kirasirskega polka in 3. novembra istega leta je postal njegov lastnik.
13. aprila 1813 je bil zaradi poguma celoten polk preimenovan v Gardni kirasirski polk. 30. avgusta 1813 je bil Budberg povišan v generalmajorja. Konec leta 1816 je postal poveljnik 2. brigade 1. kirasirske divizije in 24. oktobra 1824 poveljnik 2. huzarske divizije. 22. avgusta 1826 je bil povišan v generalporočnika. Med vojno s Turki leta 1829 je nenadoma umrl.